# Phase One: Celebrity Take Down
A Phase One: Celebrity Take Down a Gorillaz együttes első DVD-je. 2002. november 18-án adták ki. A lemezen a dalok mellett vicces kis jelenetek is láthatók (ezeket "Gorilla Bitez"-nak hívják). A lent felsorolt dalok közül nem mindegyik elem dal, ide a jelenetek is beleszámítanak. Egyes számokat többször is eljátszott a Gorillaz, csak kicsit más stílusban.

## Tartalom
1. Introduction
2. Tomorrow Comes Today
3. The Game of Death
4. Clint Eastwood
5. Image Gallery
6. The Eel
7. 19/2000
8. 2D Interview
9. Free Tibet
10. Rock the House
11. Jump the Gut
12. 5/4
13. Hey, Our Toys Have Arrived!
14. The Charts of Darkness
15. M1A1
16. Dracula
17. Punk
18. Sound Check Tour (Gravity)
19. Gorillaz Website Tour
20. Dr. Wurzel's Winnebago
21. Fancy Dress
22. Lil' Dub Chefin
23. Hidden Extras